# معركة أخيلوس (917)
معركة أخيلوس ( (بالبلغارية: Битката при Ахелой)‏ ، (باليونانية: Μάχη του Αχελώου)‏، المعروفة أيضًا باسم معركة أنكيالوس، هي معركة وقعت في 20 أغسطس 917 بين القوات البلغارية والبيزنطية على نهر أخيلوس بالقرب من ساحل البحر الأسود البلغاري وقلعة توثوم ( تُعرف اليوم باسم قلعة بوموري). حقق البلغار نصرا حاسما على البيزنطيين الذي ليس فقط أُضيف إلى سلسلة انتصارات الملك سيمون الأول، بل جعله بحكم الواقع حاكمًا لشبه جزيرة البلقان بأكملها باستثناء العاصمة البيزنطية المحمية جيدًا مدينتي القسطنطينية والبيلوبونيز.
كانت المعركة وهي من أكبر المعارك وأكثرها دموية في العصور الوسطى الأوروبية واحدة من أسوأ الكوارث التي حلت بالجيش البيزنطي على الإطلاق، بينما تعتبر العكس بالنسبة لبلغاريا حيث كانت من أكبر النجاحات العسكرية. من بين النتائج الأكثر أهمية لهذه المعركة كان الاعتراف الرسمي باللقب الإمبراطوري للملوك البلغاريين، وما تلاه من تأكيد على المساواة البلغارية في مواجهة بيزنطة.

## خلفية الأحداث
بعد الانتصار البلغاري في الحرب بين البيزنطيين والبلغاريين عام 894-896، أُجبر البيزنطيون على دفع الجزية للقيصر سيميون الأول ملك بلغاريا. و عندما توفي الإمبراطور البيزنطي ليو السادس في عام 912، تولى الحكم شقيقه أسكندر الذي رفض الاستمرار في دفع الجزية للبلغار. رأى سيميون الأول ملك بلغاريا أن هذه فرصة لشن حرب جديدة وتحقيق طموحاته في غزو القسطنطينية عاصمة البيزنطيين.
توفي أسكندرفي نفس العام، وبذلت الحكومة الجديدة بقيادة البطريرك نقولا ميستيكوس محاولات يائسة لتجنب الحرب مع البلغار، تعهد البطريرك نقولا ميستيكوس بأن يزوج الإمبراطور قسطنطين السابع (الذي كان طفلا في تلك الأيام) لإحدى الفتيات من سلالة الملك سيميون الأول  في محاولة أخرى منه لتجنب الحرب. التقى البطريرك نقولا ميستيكوس بـ سيميون الأول في وقت لاحق خارج أسوار القسطنطينية وأقاموا مراسم تتويج. ثم بدأ سيميون الأول في استخدام لقب «قيصر البلغار»، واللقب اليوناني بازيليوس في أختامه.
في عام 914 وقعت مؤامرة في البلاط البيزنطي ورفضت الوصي على العرش زوي كربوسينا (وهي والدة قسطنطين السابع) هذا الزواج (أي زواج قسطنطين السابع من فتاة من نسل سيمون الأول كما تم الإتفاق سابقا). وردا على ذلك هاجم البلغار تراقيا الشرقية، وفتحت أدرنة أبوابها لـ سيميون الأول في سبتمبر 914 ، واعترف سكانها بسيمون الأول كحاكم عليهم ، بينما ارتحل الجيش البيزنطي ناحية الشرق. في العام التالي هاجمت الجيوش البلغارية منطقتي دراس وسالونيك.

## الاستعداد للحرب
استعد الطرفان بشكل جيد لحسم نتيجة هذا الصراع كل لصالحه. وقد أرادت الإمبراطورة زوي كربوسينا عقد اتفاق سلام بشكل سريع مع العرب وإشراك جيوش الشرق بأكملها في حرب مع سيمون الأول وتدميره. حاول البيزنطيون العثور على حلفاء وأرسلوا مبعوثين إلى المجريين والبجناك والصرب ، لكن سيمون الأول كان على دراية بأساليب الدبلوماسية البيزنطية ، واتخذ إجراءات ناجحة في وقت مبكر جدا لتخريب أي تحالف محتمل بين أعدائه. وهكذا أجبر البيزنطيون على القتال بمفردهم.

### الجيش البيزنطي
بحلول عام 917، وبعد سلسلة من الحملات الناجحة، استقرت الإمبراطورية البيزنطية على حدودها الشرقية، وتمكن الجنرالات جون بوغاس وليون فوقاس الأكبر من جمع قوات إضافية من آسيا الصغرى قوامها 30 الف رجل من أجل زيادة قوة التاجماتا (وحدة عسكرية بحجم كتيبة أو فوج) والقوات العسكرية الأوروبية. كان هذا الجيش كبيرًا جدًا وفقًا للمعايير المعاصرة، وكان هدفه القضاء على التهديد البلغاري من الشمال. كان القادة البيزنطيون مقتنعين بأن استراتيجيتهم ستكون ناجحة. ارتفعت الروح المعنوية للجنود عندما تعهد الجنود (بقوة الصليب) بالموت من أجل بعضهم البعض .ارتفعت روح الجيش أكثر مع دفع رواتب القوات مقدما وانطلق أسطول بقيادة رومانوس الأول إلى الشمال عند مصب نهر الدانوب. حاول البيزنطيون دفع بعض المال لقبائل البجناك لشن هجوم، لكن رومانوس لم يوافق على نقلهم إلى الأراضي البلغارية عبر نهر الدانوب، لذا قام البجناك بمهاجمة الأراضي البلغارية بمفردهم.

### الجيش البلغاري
لا يعرف حجم الجيش البلغاري الذي كان تحت قيادة سيمون الأول، بالرغم من أنهم أفسدوا المفاوضات البيزنطية، إلا أن البلغار كانوا لا يزالون يخشون أن يهاجمهم الحلفاء القدامى للبيزنطيين (البجناك والمجريين) من الشمال، لذلك قاموا بإرسال جيشين صغيرين لحماية الحدود الشمالية للإمبراطورية البلغارية الشاسعة التي كانت تمتد من البوسنة في الغرب إلى نهر الدنيبر في الشرق. ومع ذلك، يشير المؤرخ ميراكولا سانكتي جورجي إلى أن الجيش البلغاري في معركة أخيلوس كان متحالفًا مع القوات المجرية وقوات البجناك مما ساعد على تحقيق النصر الساحق على الجيش البيزنطي. بالإضافة إلى ذلك، انتشرت القوات البلغارية بقيادة مارمايس (قائد عسكري بلغاري) بالقرب من الحدود الغربية مع المقاطعات الصربية لمنع الاضطرابات المحتملة.

## الأهمية التاريخية للمعركة
كانت معركة أخيلوس واحدة من أهم المعارك في الحروب البيزنطية البلغارية الطويلة. وقد ضمنت التنازل عن اللقب الإمبراطوري للحكام البلغاريين، وبالتالي رسخت بقوة دور بلغاريا كلاعب رئيسي في أوروبا. بعد وفاة سيميون الأول عام 927 ، تزوج خليفته بيتر الأول من ماريا ليكابين حفيدة الإمبراطور رومانوس الأول،  وأصبحت تقام إحتفالات سنوية واعتراف متجدد بلقبه الإمبراطوري واستقلال الكنيسة البلغارية. بشر هذا الزواج بفترة غير مسبوقة مدتها 40 عامًا من العلاقات السلمية بين القوتين البلغارية والبيزنطية وكانت فترة استقرار وازدهار لبلغاريا.